# Emmanuel Cavalcanti
Emmanuel Cavalcanti (Maceió, 23 de setembro de 1936 – Rio de Janeiro, 09 de abril de 2023) foi um ator brasileiro. Notoriamente conhecido por suas participações em diversos filmes durante o período do Cinema Novo, dentre eles "Terra em Transe" e o "O Dragão da Maldade contra o Santo Guerreiro", ambos dirigidos por Glauber Rocha. Além de Glauber, trabalhou com outros diretores como Cacá Diegues, em "Bye Bye, Brasil"; Sérgio Ricardo, em "A Noite do Espantalho"; e Nelson Pereira dos Santos, em "El Justicero", "O Amuleto de Ogum" e "Tenda dos Milagres".
Emanuel Cavalcanti faleceu em 9 de abril de 2023, aos 86 anos.

## Filmografia

### No Cinema
| Ano  | Título                                       | Personagem                  |
| ---- | -------------------------------------------- | --------------------------- |
| 1965 | Entre Amor e O Cangaço                       |                             |
| 1965 | Choque de Sentimentos                        |                             |
| 1965 | A Hora e a Vez de Augusto Matraga            | João Lomba                  |
| 1967 | Terra em Transe                              | Felício                     |
| 1967 | El Justicero                                 | Lenine                      |
| 1967 | Proezas de Satanás na Vila de Leva-e-Traz    | Maneta                      |
| 1968 | Copacabana Me Engana                         | Sindicalista                |
| 1968 | O Homem Nu                                   |                             |
| 1968 | Os Marginais                                 | Repórter                    |
| 1968 | A Virgem Prometida                           |                             |
| 1968 | A Doce Mulher Amada                          | Luís                        |
| 1969 | O Dragão da Maldade contra o Santo Guerreiro | Padre                       |
| 1969 | Os Paqueras                                  |                             |
| 1970 | Jardim de Guerra                             |                             |
| 1971 | A Guerra dos Pelados                         | Juca                        |
| 1973 | O Homem do Corpo Fechado                     |                             |
| 1973 | Sagarana, o Duelo                            |                             |
| 1975 | O Amuleto de Ogum                            | Dr. Baraúna                 |
| 1975 | A Noite do Espantalho                        | Coronel                     |
| 1975 | Cristais de Sangue                           | Mouro                       |
| 1976 | Crueldade Mortal                             | Mário                       |
| 1976 | Soledade, a Bagaceira                        | Valentim Pedreira           |
| 1976 | Padre Cícero - os milagres de Juazeiro       | José Telles Marrocos        |
| 1977 | O Forte                                      | Mário                       |
| 1977 | Os Pastores da Noite                         | Inocêncio                   |
| 1977 | Tenda dos Milagres                           | Chefe de polícia            |
| 1977 | Quem Matou Pacífico?                         | Conrado                     |
| 1977 | Os Amores da Pantera                         | Comissário                  |
| 1977 | Ladrões de Cinema                            | Cláudio Manuel da Costa     |
| 1977 | Ajuricaba, o Rebelde da Amazônia             | Martim                      |
| 1977 | O Jogo da Vida                               | Homem                       |
| 1978 | Chuvas de Verão                              | Cardoso                     |
| 1978 | O Coronel e o Lobisomem                      | João Ramalho                |
| 1979 | A Deusa Negra                                |                             |
| 1979 | Bye Bye Brasil                               | Prefeito                    |
| 1980 | Parceiros da Aventura                        | Motorista da greve          |
| 1980 | O Grande Palhaço                             | Proprietário do circo pobre |
| 1982 | Noites Paraguayas                            |                             |
| 1983 | O Bom Burguês                                | Antônio                     |
| 1984 | Quilombo                                     | Lins                        |
| 1984 | O Cavalinho Azul                             | Vendedor de brinquedos      |
| 1985 | O Rei do Rio                                 |                             |
| 1986 | Sonho Sem Fim                                | Leonel                      |
| 1987 | Urubus e Papagaios                           | Padre                       |
| 1987 | Os Trapalhões no Auto da Compadecida         | Padre                       |
| 1993 | A Saga do Guerreiro Alumioso                 | Genésio                     |
| 2002 | Incompatibilidade de Gênios                  | Idoso                       |
| 2004 | Cascalho                                     | Justino                     |
| 2013 | Passagem                                     | Zeca                        |